# Alfredo Panella
Alfredo Panella (* 1896 in Genzano di Roma; † unbekannt) war ein italienischer Motorradrennfahrer.
Panella zählte in den 1920er- und 1930er-Jahren zu den erfolgreichsten und berühmtesten italienischen Motorradrennfahrern.

## Karriere
Alfredo Panella wurde 1896 in Genzano di Roma in der Region der  Castelli Romani südöstlich von Rom geboren. Seine Eltern hatten ursprünglich eine kirchliche Laufbahn für ihn vorgesehen, doch Panella interessierte sich im Jugendalter für Technik und Motoren und begann in einer kleinen Werkstatt zu arbeiten. Er bestritt in dieser Zeit auch Radrennen, hatte dabei aber keinen Erfolg.
Nachdem er am Ersten Weltkrieg teilgenommen hatte und dabei schwer verwundet wurde, stand Panella eine kleine Rente zu. Davon kaufte er sich 1920 sein erstes Motorrad – eine 1904er Minerva – und sammelte damit erste Erfahrungen. 1921 zog er arbeitsbedingt nach Foligno und erstand eine kräftige 500-cm³-Frera Raid Nord-Sud, mit der er seine Rennfahrerkarriere begann. Den ersten größeren Erfolg fuhr Panella mit Rang zwei beim Circuito dell'Appennino Centrale, das über eine Distanz von 630 km führte, ein.
Im Jahr 1923 wurde er Werksfahrer bei Galloni, einem Motorradhersteller der in Borgomanero im Piemont ansässig war. Panella erzielt zahlreiche gute Resultate, besonders in der Rennsaison 1926, in der er 18 der 20 Rennen, bei denen er antrat, gewann und sich den Titel in der 250-cm³-Klasse der Italienischen Motorrad-Straßenmeisterschaft sicherte.
1928 geriet Galloni in eine Krise und Alfredo Panella wechselte zu Ladetto-Blatto. Für den Turiner Hersteller gewann er beim V. Großen Preis der F.I.C.M., der am 28. und 29. Juli 1928 in Genf im Rahmen des V. Großen Preises der Schweiz auf dem Circuit de Meyrin ausgetragen wurde, in der Klasse bis 175 cm³ die Titel der Motorrad-Europameisterschaft 1928. Er setzte sich dabei gegen seinen Landsmann Riccardo Brusi (Benelli) und den Franzosen Albert Sourdot (Monet et Goyon) durch. Im folgenden Jahr sicherte er sich seinen zweiten Italienischen 175-cm³-Meistertitel.
Zur Rennsaison 1930 wechselte Alfredo Panella zum Werksteam von Moto Guzzi nach Mandello del Lario. 1930, 1931 und 1932 gewann er für Guzzi die Titel in der Viertelliterklasse der Italienischen Straßenmeisterschaft. Außerdem siegte er 1931 beim XV. Großer Preis von Frankreich in Montlhéry und gewann 1932 und 1933 Goldmedaillen bei der Internationalen Sechstagefahrt.
Mitte der 1930er-Jahre fuhr Panella seine Rennaktivitäten zurück und organisierte stattdessen Motorradrennen und -treffen. Dennoch blieb er bis in die Mitte der 1950er-Jahre noch als Rennfahrer aktiv.

## Statistik

### Erfolge
- 1926 – Italienischer 250-cm³-Meister auf Galloni
- 1928 – 175-cm³-Europameister auf Ladetto-Blatto
- 1929 – Italienischer 175-cm³-Meister auf Ladetto-Blatto
- 1930 – Italienischer 250-cm³-Meister auf Moto Guzzi
- 1931 – Italienischer 250-cm³-Meister auf Moto Guzzi
- 1933 – Italienischer 250-cm³-Meister auf Moto Guzzi

### Rennsiege
(gefärbter Hintergrund = Europameisterschaftslauf)
| Jahr | Klasse  | Maschine       | Rennen                           | Strecke                          |
| ---- | ------- | -------------- | -------------------------------- | -------------------------------- |
| 1925 | 250 cm³ | Galloni        | Coppa del Mare                   | Circuito di Montenero            |
| 1928 | 175 cm³ | Ladetto-Blatto | 8. Großer Preis der Schweiz      | Circuit de Meyrin                |
| 1929 | 175 cm³ | Signorelli     | X. Targa Florio motociclistica   | Medio circuito delle Madonie     |
| 1931 | 250 cm³ | Moto Guzzi     | XII. Targa Florio motociclistica | Circuito di Parco della Favorita |
| 1931 | 250 cm³ | Moto Guzzi     | Coppa del Mare                   | Circuito di Montenero            |
| 1931 | 250 cm³ | Moto Guzzi     | XV. Großer Preis von Frankreich  | Autodrome de Linas-Montlhéry     |

## Verweise